# 朝野翔一朗
朝野 翔一朗（あさの しょういちろう、2000年2月15日 - ）は、富山県氷見市出身の日本のハンドボール選手。日本ハンドボールリーグの福井永平寺ブルーサンダー所属。

## 経歴
氷見市立北部中学校時代はJOCジュニアオリンピックカップで優秀選手に選ばれた。中学卒業後は富山県立氷見高等学校へ進学。2015年は日本代表U-16に選出された。2017年の全国高等学校総合体育大会ハンドボール競技大会では優秀選手に選ばれた。
高校卒業後は筑波大学へ進学。2018年は第17回ユースアジア選手権の日本代表U-19、第18回男子ジュニアアジア選手権の日本代表U-21に選出された。2019年の男子ジュニア世界選手権の日本代表U-21、および男子ユース世界選手権の日本代表U-19にもそれぞれ選出される。日本ハンドボール史上初の1年で2つの世界選手権に同時出場を果たす。
2021年の関東学生ハンドボール・秋季リーグでは優秀選手賞を受賞。
2022年3月、2023年シーズンより日本ハンドボールリーグに加入する富山ドリームスに発足メンバーとして入団することが発表される。同年6月、北陸電力ブルーサンダーへ翌年3月までの期限付きで移籍することが発表された。北陸電力ブルーサンダーはプロリーグ化を前に2023年3月で廃部（解散）となったが、朝野は富山に戻らず、北陸電力ブルーサンダーの事実上の後身チームである福井永平寺ブルーサンダーに引き続き所属している。